# Roberto Bazlen

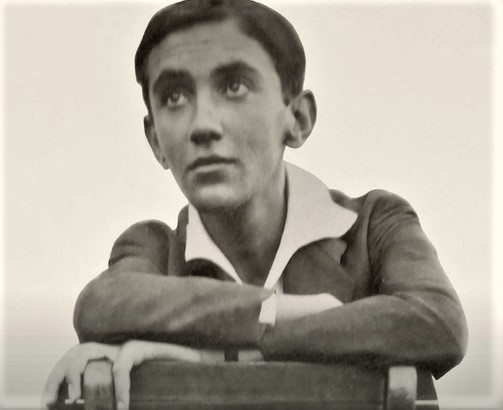
Roberto Bazlen

Roberto „Bobi“ Bazlen (geboren 10. Juni 1902 in Triest, Österreich-Ungarn; gestorben 27. Juli 1965 in Mailand) war ein italienischer Schriftsteller und Publizist.

## Leben
Bazlen entstammte einer österreichischen Familie Triests, in deren Umfeld er sich bis 1919 bewegte. Danach wurde er mit italienischen Autoren der Moderne bekannt, wie Saba oder Montale, und war als Literaturvermittler tätig. 1939 übersiedelte er nach Rom. Gemeinsam mit seinem langjährigen Freund Luciano Foà gründete er den Verlag Adelphi Edizioni. Schon lange vorher arbeitete er im Verlagswesen und entfaltete eine rege Tätigkeit als Anreger, Übersetzer und Kritiker für eine ganze Generation italienischer Autoren. Zugleich war er ein intimer Kenner seiner Heimatstadt Triest.
Er publizierte wenig, hinterließ aber eine große Menge an Verlagsgutachten, Rezensionen, Skizzen, Fragmenten und Aufzeichnungen in deutscher und italienischer Sprache.

## Werke (Auswahl)
- Lettere editoriale. Adelphi, Mailand 1968
- Note senza testo. Hg. von Roberto Calasso. Adelphi, Mailand 1970
- Il capitano di lungo corso. Hg. von Roberto Calasso. Adelphi, Mailand 1973. Dt. Der Kapitän. Übers. von Ilse Pollack. Wiese, Klagenfurt & Salzburg 1993
- Roberto Bazlen, Giorgio Voghera: Le trace del sapiente. Lettere 1949–1965. Hg. von Renzo Cigoi. Campanotto, Udine 1995
- Intervista su Trieste. Dt. (gekürzt) Interview über Triest. In: Helmut Eisendle (Hg.): Triest – die Stadt zwischen drei Welten. Ein literarisches Lesebuch. Piper, München 1994, ISBN 3-492-11782-1, S: 11–18

Gesamtausgabe:
- Scritti. Hg. von Roberto Calasso. 3. Aufl. Adelphi, Mailand 2008, ISBN 978-88-459-0562-9. Darin: Il capitano di lungo corso, Note senza testo, Lettere editoriali, Lettere a Montale.